# George H. Clutsam
George H. Clutsam född 26 september 1866 i Sydney död 17 november 1951 i London Storbritannien, australisk kompositör, musikarrangör, musikkritiker och musiker (pianist)